# Sulvik-Valvalltjärnen (Kalls socken, Jämtland, 705634-137167)
Sulvik-Valvalltjärnen är en sjö i Åre kommun i Jämtland och ingår i Indalsälvens huvudavrinningsområde.